# Khadija Ismayilova
Khadija Rovshan qizi Ismayilova (àzeri: Xədicə İsmayılova) (Bakú, 27 de maig de 1976) és una periodista d'investigació i locutora de ràdio azerbaidjanesa que ha treballat per al servei azerbaidjanès de Radio Free Europe/Radio Liberty i ha presentat el debat diari İşdən Sonra. Havent complert una pena de presó per càrrecs falsos, ha personificat la persecució de les veus crítiques a l'Azerbaidjan.
És membre del Projecte d'Informació sobre Crim Organitzat i Corrupció (OCCRP, per les seves sigles en anglès) i al 2010 va publicar una sèrie d'articles en què acusava explícitament el president de l'Azerbaidjan i la seva família d'estar implicats en corrupció. El desembre de 2014 Ismayilova va ser detinguda per càrrecs d'incitació al suïcidi, un acusació titllada per organitzacions de drets humans com a falsa. L'1 de setembre de 2015 Ismayilova va ser condemnada a set anys i mig de presó sota càrrecs de malversació i evasió fiscal. El 25 de maig de 2016, el Tribunal Suprem de l'Azerbaidjan va ordenar la posada en llibertat condicional d'Ismayilova. El 2019, el Tribunal Europeu de Drets Humans va resoldre que l'Azerbaidjan havia empresonat Khadija Ismayilova per silenciar-i castigar-la.

## Reconeixement
El desembre de 2017, Ismayilova va rebre el Right Livelihood Award, sovint anomenat «Premi Nobel alternatiu», «per la seva valentia i tenacitat a l'hora d'exposar la corrupció als més alts nivells del govern mitjançant un periodisme d'investigació excepcional en nom de la transparència i la rendició de comptes». Però no se li va permetre viatjar de l'Azerbaidjan a Suècia per recollir el premi.